# 静岡県立静岡西高等学校
静岡県立静岡西高等学校（しずおかけんりつしずおかにしこうとうがっこう）は、静岡県静岡市葵区に存在する県立の高等学校。市内（清水区除く）では「西高」（にしこう）と呼ばれる。2020年卒業者の進路は大学42.3％、短期大学3.6％、専門学校24.8％、就職22.1％、進学準備等7.2％であり、幅広い進路に進んでいる。生徒の総称は「青陵健児」。

## 設置学科
- 全日制課程 普通科（総合コース（特進クラス・普通クラス）、体育コース[2]）

## 沿革
- 1976年　校章制定（静岡工業高校インテリア科生徒がデザイン[3]）
- 1977年　開校、校歌、制服制定

本校は、静岡市で一番の県立高校を新しく作ろうという趣旨のもと設立された。よって校舎等の設備費も当時としては破格の金額が投入された。その象徴としてはグランド脇の100mの全天候タータンコースと全天候テニスコートが挙げられる。タータンコースは当初4レーンの計画だったが、破格の予算投入に異議が唱えられ3レーンになった。

## 所在地
- 静岡県静岡市葵区牧ケ谷680-1

## 著名な出身者
- 髙瀬慧（陸上選手、2012年ロンドン五輪200mセミファイナリスト・2013年世界陸上モスクワ400mRファイナリスト）
- 杉田真彦（プロサッカー選手、藤枝MYFC在籍）
- 高橋駿（プロ野球選手、くふうハヤテベンチャーズ静岡所属）